# Bernt Lund

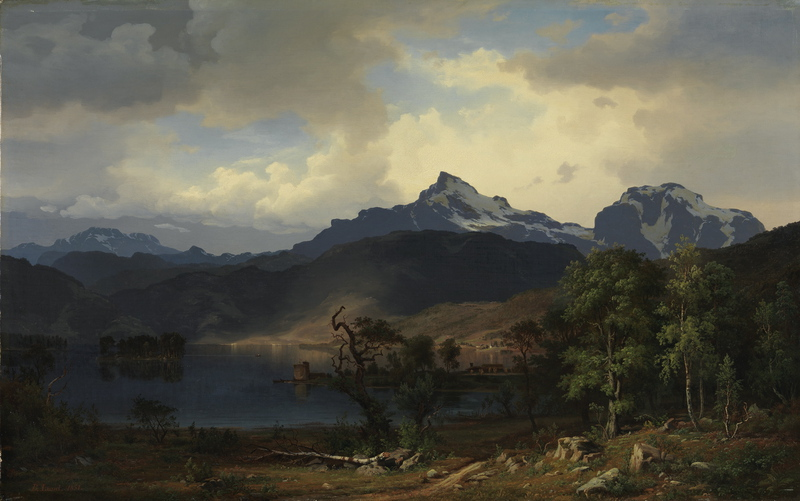
Fra Ulvik i Hardanger av Bernt Lund, 1851.

Bernt Lund, född 14 juli 1812 i Solør, död 30 oktober 1885 i Kristiania, var en norsk ingenjör och landskapsmålare, far till Ole Wilhelm och Alf Lund.
Lund blev student 1831 samt ryttmästare och skvadronchef 1863, men tog samma år avsked ur krigstjänsten för att uteslutande ägna sig åt ingenjörsarbeten. Åren 1853–78 var han anställd vid Statens vegvesen. För Norges geografiske oppmålings räkning uppgjorde han 1847 en detaljkarta över en areal av omkring 850 m² av högfjällssträckningen emellan Hallingdal och Lærdal. Han var även målare – han studerade två år i Düsseldorf – och tillfällighetspoet.